# Ptyodactylus dhofarensis
Espèce
Ptyodactylus dhofarensis est une espèce de geckos de la famille des Phyllodactylidae.

## Répartition
Cette espèce est endémique d'Oman.
Sa présence est incertaine au Yémen.

## Étymologie
Son nom d'espèce, composé de dhofar et du suffixe latin -ensis, « qui vit dans, qui habite », lui a été donné en référence au lieu de sa découverte, le Dhofar.

## Publication originale
- Nazarov, Melnikov & Melnikova, 2013 : Three New Species of Ptyodactylus (Reptilia; Squamata; Phyllodactylidae) from the Middle East. Russian Journal of Herpetology, vol. 20, no 2, p. 147-162.